# Эрман, Жан (1650)
Жан Эрма́н (фр. Jean Hermant, 1650, Кан (Нормандия) — 1725) — французский писатель

, историк церкви.
Служил приходским священником в Мальто. Проповедник. Сторонник идей янсенизма.

## Избранные сочинения
- «Omelie» (сборник проповедей)
- «Histoire des Conciles» (1695)
- «Histoire de létablissement des ordres religieux» (1697)
- «Histoire des ordres militaires de l’Eglise et des ordres de chevalerie» (1698)
- «Histoire du diocèse de Bayeux», (1705)
- «Histoire des hérésies» (1717)